# Ali Shafi
Ali Hussein Shafi (en arabe : علي حسين شافي ; né le 10 avril 1908 en Égypte et mort à une date et à un lieu inconnu) est un joueur de football international égyptien, qui évoluait au poste de milieu de terrain.

## Biographie

### Carrière en club
En club, il a joué pendant sa carrière au Caire au Zamalek SC.

### Carrière en sélection
Il a participé à la coupe du monde 1934 en Italie où ils joueront un match contre la Hongrie en 8e de finale, et où ils s'inclineront 4 buts à 2.